# Supercopa de los Países Bajos 1991
La Supercopa de los Países Bajos 1991 (Nederlandse Supercup 1991 en neerlandés) fue la 2.ª edición de la Supercopa de los Países Bajos. El partido se jugó el 14 de agosto de 1991 en el Stadion Feyenoord entre el PSV Eindhoven, campeón de la Eredivisie 1990-91 y el Feyenoord Róterdam, campeón de la KNVB Beker 1990-91. Feyenoord ganó por 1-0 en el Stadion Feyenoord frente a 30.288 espectadores.
| PSV Eindhoven      |  | Bandera de los Países Bajos |  | Campeón de la Eredivisie 1990-91               |
| Feyenoord Róterdam |  | Bandera de los Países Bajos |  | Campeón de la Copa de los Países Bajos 1990-91 |

## Partido
| 14 de agosto de 1991, 18:00 | PSV Eindhoven | 0:1 (0:1) | Feyenoord Róterdam | Stadion Feyenoord, Róterdam                                |                                                            |
|                             |               | Reporte   | 10' Damaschin      | Asistencia: 30.288 espectadores Árbitro(s): Jaap Uilenberg | Asistencia: 30.288 espectadores Árbitro(s): Jaap Uilenberg |

| 1          | Guardameta     | Hans van Breukelen |     |
| 2          | Defensa        | Berry van Aerle    |     |
| 3          | Defensa        | Stan Valckx        |     |
| 4          | Defensa        | Erwin Koeman       |     |
| 5          | Defensa        | Jerry de Jong      |     |
| 7          | Centrocampista | Juul Ellerman      |     |
| 6          | Centrocampista | Jozef Chovanec     |     |
| 8          | Centrocampista | Edward Linskens    |     |
| 11         | Centrocampista | Peter Hoekstra     |     |
| 9          | Delantero      | Romário            | 18' |
| 10         | Delantero      | Wim Kieft          | 71' |
| Entrenador | Entrenador     | Bobby Robson       |     |

| 1          | Guardameta     | Ed de Goey        |     |
| 7          | Defensa        | Ulrich van Gobbel |     |
| 2          | Defensa        | Henk Fraser       |     |
| 3          | Defensa        | John de Wolf      |     |
| 5          | Defensa        | Ruud Heus         |     |
| 6          | Centrocampista | Arnold Scholten   |     |
| 4          | Centrocampista | John Metgod       |     |
| 10         | Centrocampista | Rob Witschge      |     |
| 8          | Delantero      | József Kiprich    | 80' |
| 9          | Delantero      | Marian Damaschin  |     |
| 11         | Delantero      | Regi Blinker      | 65' |
| Entrenador | Entrenador     | Hans Dorjee       |     |

| 12 | Delantero      | Kalusha Bwalya | 18' |
| 15 | Centrocampista | Dick Schreuder | 71' |

| 15 | Defensa   | Sjaak Troost   | 65' |
| 12 | Delantero | Gaston Taument | 80' |

| Anotado | 10' | Marian Damaschin | 0-1 |

| Amonestado | 52' | Kalusha Bwalya |
| Amonestado | 68' | Jerry de Jong  |

| Amonestado | 49' | Henk Fraser |

| Otorgado · Otorgado otra vez · Expulsado | 73' | Jerry de Jong |  |

| Expulsado | 63' | John de Wolf |  |

| Árbitro             | Jaap Uilenberg              |
| Árbitros asistentes | Bandera de los Países Bajos |
| Árbitros asistentes | Bandera de los Países Bajos |
| Cuarto Árbitro      | Bandera de los Países Bajos |

| 1          | Guardameta     | Hans van Breukelen |     |
| 2          | Defensa        | Berry van Aerle    |     |
| 3          | Defensa        | Stan Valckx        |     |
| 4          | Defensa        | Erwin Koeman       |     |
| 5          | Defensa        | Jerry de Jong      |     |
| 7          | Centrocampista | Juul Ellerman      |     |
| 6          | Centrocampista | Jozef Chovanec     |     |
| 8          | Centrocampista | Edward Linskens    |     |
| 11         | Centrocampista | Peter Hoekstra     |     |
| 9          | Delantero      | Romário            | 18' |
| 10         | Delantero      | Wim Kieft          | 71' |
| Entrenador | Entrenador     | Bobby Robson       |     |

| 1          | Guardameta     | Ed de Goey        |     |
| 7          | Defensa        | Ulrich van Gobbel |     |
| 2          | Defensa        | Henk Fraser       |     |
| 3          | Defensa        | John de Wolf      |     |
| 5          | Defensa        | Ruud Heus         |     |
| 6          | Centrocampista | Arnold Scholten   |     |
| 4          | Centrocampista | John Metgod       |     |
| 10         | Centrocampista | Rob Witschge      |     |
| 8          | Delantero      | József Kiprich    | 80' |
| 9          | Delantero      | Marian Damaschin  |     |
| 11         | Delantero      | Regi Blinker      | 65' |
| Entrenador | Entrenador     | Hans Dorjee       |     |

| 12 | Delantero      | Kalusha Bwalya | 18' |
| 15 | Centrocampista | Dick Schreuder | 71' |

| 15 | Defensa   | Sjaak Troost   | 65' |
| 12 | Delantero | Gaston Taument | 80' |

| Anotado | 10' | Marian Damaschin | 0-1 |

| Amonestado | 52' | Kalusha Bwalya |
| Amonestado | 68' | Jerry de Jong  |

| Amonestado | 49' | Henk Fraser |

| Otorgado · Otorgado otra vez · Expulsado | 73' | Jerry de Jong |  |

| Expulsado | 63' | John de Wolf |  |

| Árbitro             | Jaap Uilenberg              |
| Árbitros asistentes | Bandera de los Países Bajos |
| Árbitros asistentes | Bandera de los Países Bajos |
| Cuarto Árbitro      | Bandera de los Países Bajos |

| Bandera de los Países Bajos           |
| Campeón Feyenoord Róterdam 1.º título |